# Chiskiac
 Ovo je glavno značenje pojma Chiskiac. Za istoimeno selo pogledajte Chiskiac (indijansko selo).
Chiskiac (Chiskiack), pleme američkih Indijanaca porodice Algonquian koje je u ranom 17. stoljeću živjelo na mjestu današnjeg okruga York, u američkoj državi Virginia. Pripadali su plemenskom savezu Powhatan. Njihovo istoimeno selo nalazilo se na južnoj strani rijeke York. Godine 1622. učestvuju u masakru nad naseljenicima. Pleme je 1644. migriralo s rijeke York na Piankatank, gdje su izumrli. Na mjestu sela Chickiac nastao je suvremi grad Yorktown.